# Major League Baseball 2K6
Major League Baseball 2K6 ou MLB 2K6 est un jeu vidéo de baseball sous licence MLB publié par 2K Sports. MLB 2K6 est disponible sur Xbox 360, PlayStation 2, Xbox, PlayStation Portable et GameCube.

## Accueil
- IGN : 7,3/10[1]